# Česká Ves (železniční zastávka)
Česká Ves je železniční zastávka v České Vsi v okrese Jeseník. Leží v km 39,083 neelektrizované jednokolejné železniční trati Šumperk–Krnov mezi stanicemi Jeseník a Písečná. Obsluhují ji pravidelné osobní a spěšné vlaky Českých drah (ČD) ve směru Jeseník (a Lipová Lázně) nebo Krnov, případně Zlaté Hory.

## Historie
První myšlenky na zbudování trati se objevily v roce 1862. V roce 1885 získala koncesi ke stavbě železnice z Hanušovic přes Ramzovské sedlo, Jeseník a Mikulovice až do Głuchołaz Rakouská společnost místních drah (ÖLEG). Výkopové práce v úseku Dolní Lipová (dnešní Lipová Lázně) – Mikulovice byly zahájeny 3. listopadu 1886. Úsek železniční trati až do Głuchołaz byl uveden do provozu 26. února 1888, a to včetně zastávky Česká Ves, tehdy pod názvem Böhmischdorf.

## Poloha
Zastávka leží asi 500 m východně od českoveského kostela sv. Josefa ve svahu nad obcí, nedaleko místního hřbitova. Asi 150 m od zastávky ve směru na Jeseník kříží železniční trať nezpevněnou cestu, kudy vede modrá turistická značka. Jedná se o železniční přejezd P4308 označený výstražnými kříži.

## Popis
Zastávka je zařazena do Integrovaného dopravního systému Olomouckého kraje. Skládá se z jediného nástupiště s nástupní hranou v normové výšce nad temenem kolejnice, což znamená, že je bezbariérově přístupné. Pro cestující je k dispozici přístřešek. Na místě není možné zakoupit jízdenku a k odbavení cestujících dochází ve vlaku.
K zastávce náleží rozcestník turistických značek „Česká Ves - žst.“ v nadmořské výšce 430 m n. m., který se nachází cca 150 m severovýchodně.